# Bjala Reka (Sjoemen)
Bjala Reka (Bulgaars: Бяла река) is een dorp in het oosten van Bulgarije. Het dorp ligt in de gemeente Varbitsa, oblast Sjoemen. Het dorp ligt hemelsbreed ongeveer 33 km ten zuidwesten van Sjoemen en 283 km ten noordoosten van Sofia.

## Bevolking
Op 31 december 2020 woonden er 1.309 personen in het dorp Bjala Reka, een stijging van 128 personen (+10,8%) ten opzichte van 2011. Het dorp telde in 1946 echter een maximum aantal inwoners: er woonden toen 2.392 personen in het dorp.
| Bevolkingsontwikkeling tussen 1934 en 2020          |
| --------------------------------------------------- |
|                                                     |
| Bron: Nationaal Statistisch Instituut van Bulgarije |

In het dorp wonen grotendeels etnische Turken en Roma. In de optionele volkstelling van 2011 identificeerden 895 van de 1.156 ondervraagden zichzelf als etnische "Turken", terwijl 86 personen zichzelf identificeerden als "Roma". De overige ondervraagden hebben geen etnische achtergrond gespecificeerd.
| Etnische samenstelling van de respondenten (2011) | Etnische samenstelling van de respondenten (2011) | Etnische samenstelling van de respondenten (2011) | Etnische samenstelling van de respondenten (2011) | Etnische samenstelling van de respondenten (2011) |
| ------------------------------------------------- | ------------------------------------------------- | ------------------------------------------------- | ------------------------------------------------- | ------------------------------------------------- |
|                                                   |                                                   |                                                   |                                                   |                                                   |
| Bulgaren                                          | Bulgaren                                          |                                                   | 0,0%                                              | 0,0%                                              |
| Turken                                            | Turken                                            |                                                   | 77,4%                                             | 77,4%                                             |
| Roma                                              | Roma                                              |                                                   | 7,4%                                              | 7,4%                                              |
| Anders/Onbekend                                   | Anders/Onbekend                                   |                                                   | 15,2%                                             | 15,2%                                             |

Van de 1.181 inwoners die in februari 2011 werden geregistreerd, waren er 191 jonger dan 15 jaar oud (16,2%), gevolgd door 822 personen tussen de 15-64 jaar oud (69,6%) en 168 personen van 65 jaar of ouder (14,2%).

## Afbeeldingen

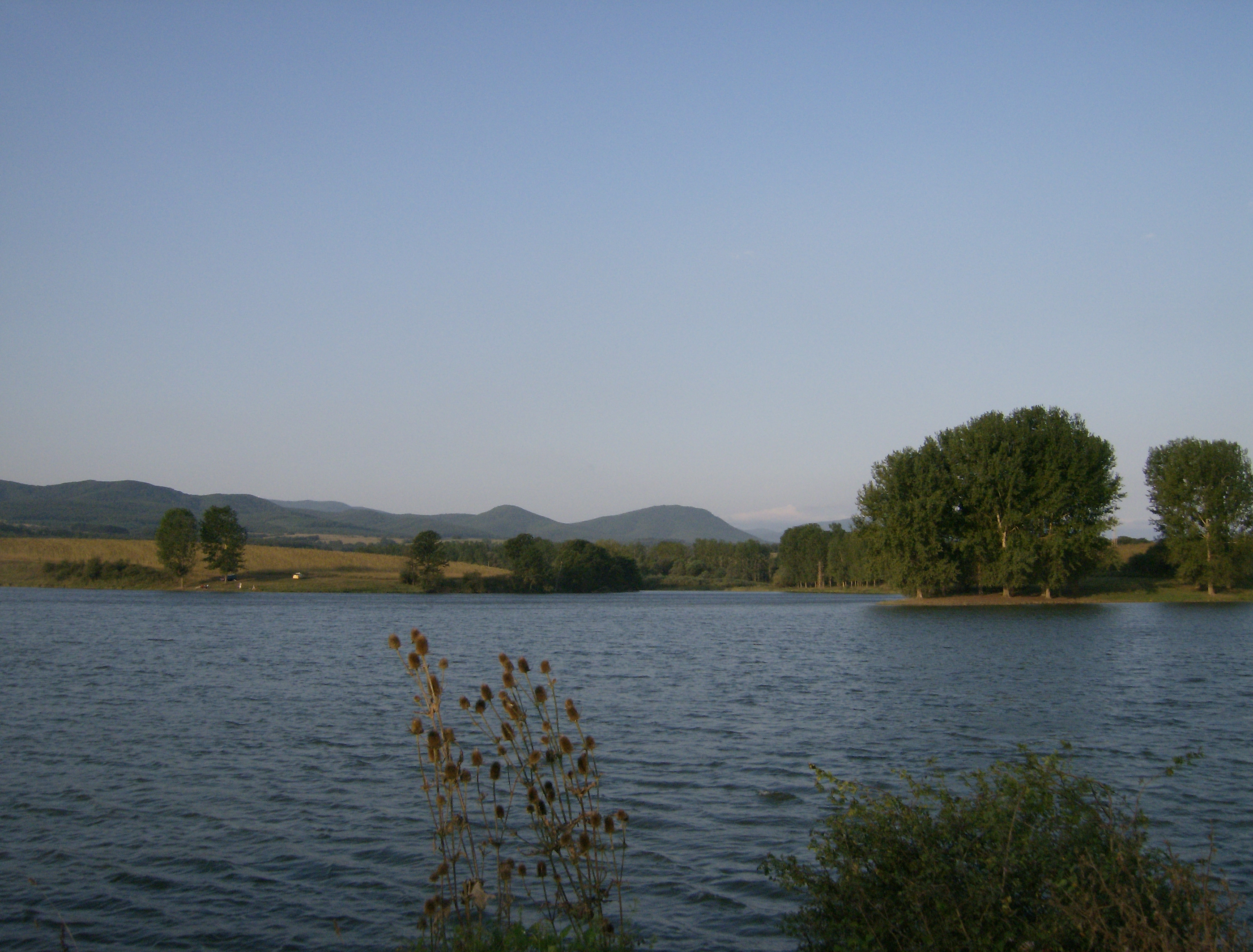
Microdam in de buurt van het dorp
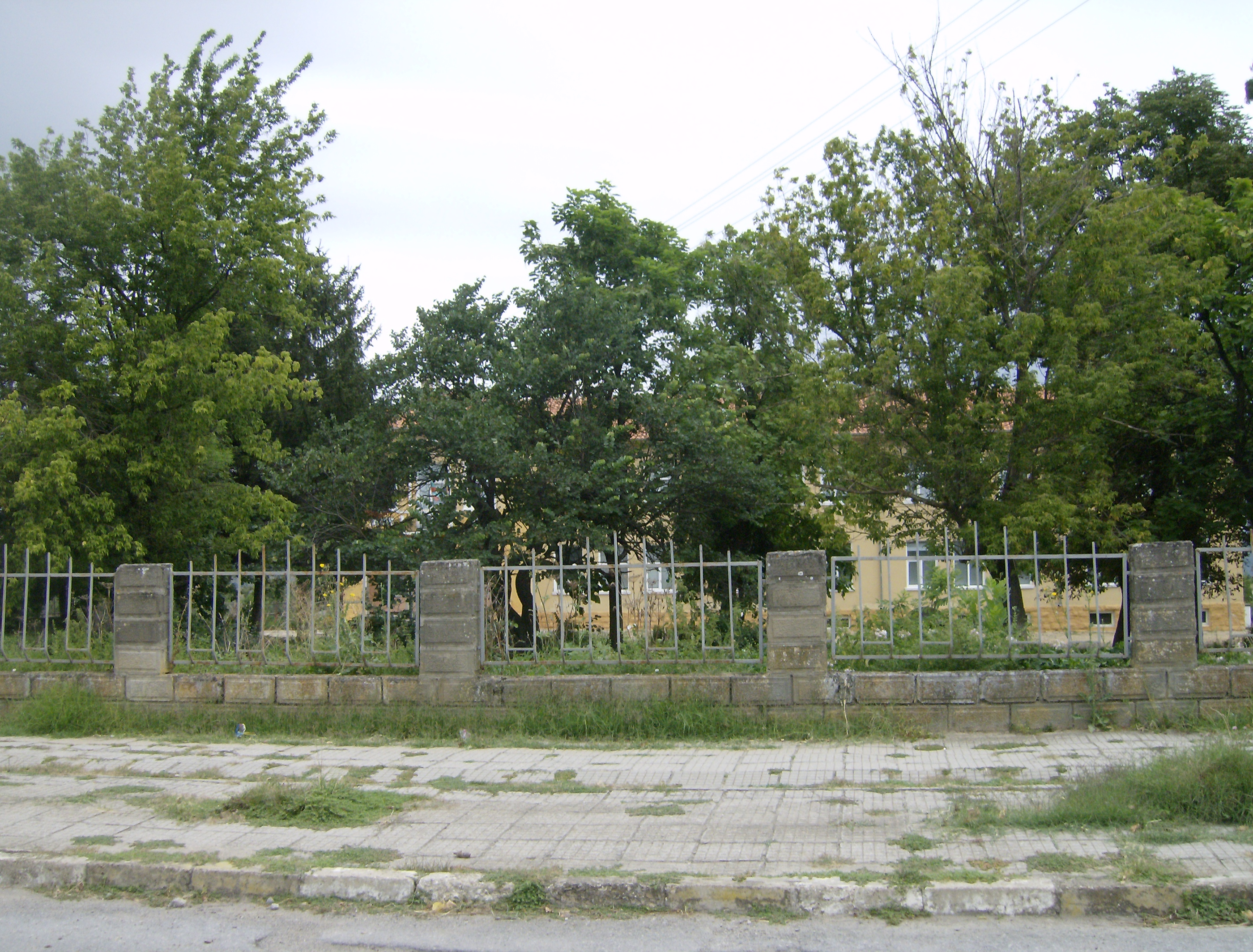
Het schoolplein
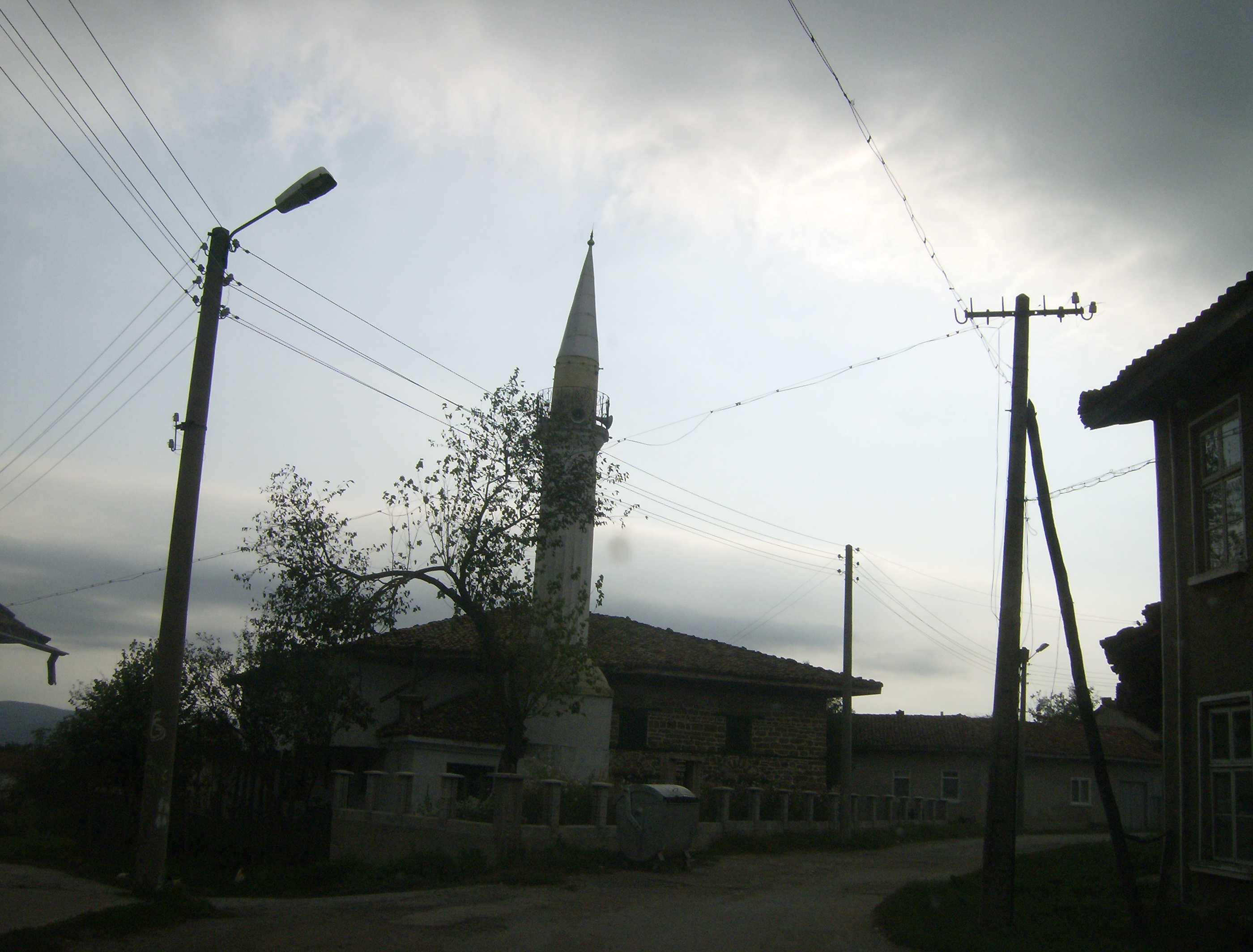
De moskee in de bovenste wijk
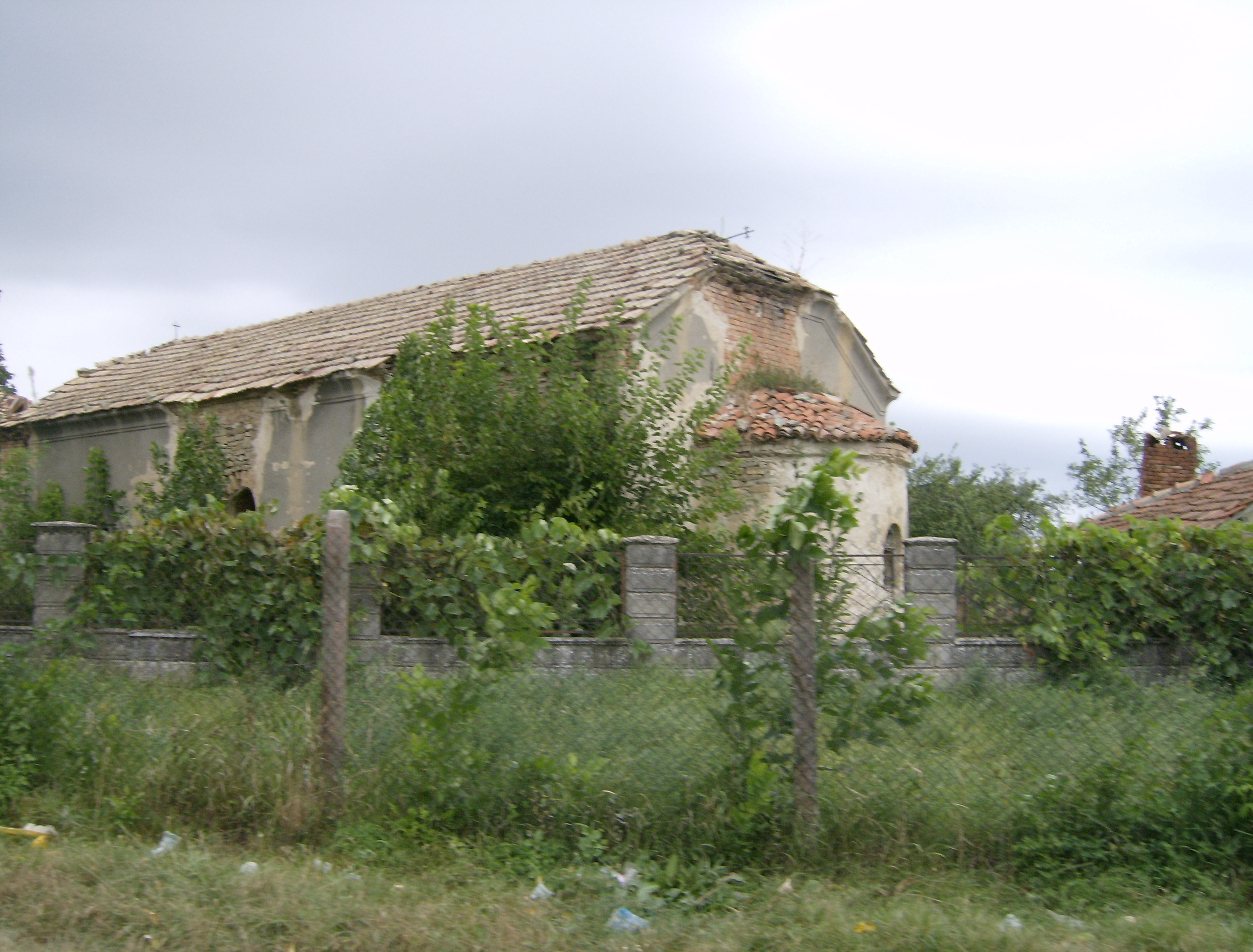
Een instortende kerk